# Jorge Salinas (fotbalista)
Jorge Martín Salinas (* 6. května 1992, Pirayú, Paraguay) je paraguayský fotbalový záložník, v současnosti působí v klubu Sportivo Luqueño. Hraje na pozici ofenzivního záložníka.

## Klubová kariéra
- Club 24 de Junio (mládež)
- Club Libertad (mládež)
- FK AS Trenčín 2009–2012[1]
- Legia Warszawa 2012–2013[1]
- Club Atlético 3 de Febrero 2014[1]
- Club Olimpia 2015–2016[1]
- Sportivo Luqueño 2016–[1]

## Reprezentační kariéra
V roce 2009 byl členem národního týmu Paraguaye do 17 let.